# 니즈네캄스크

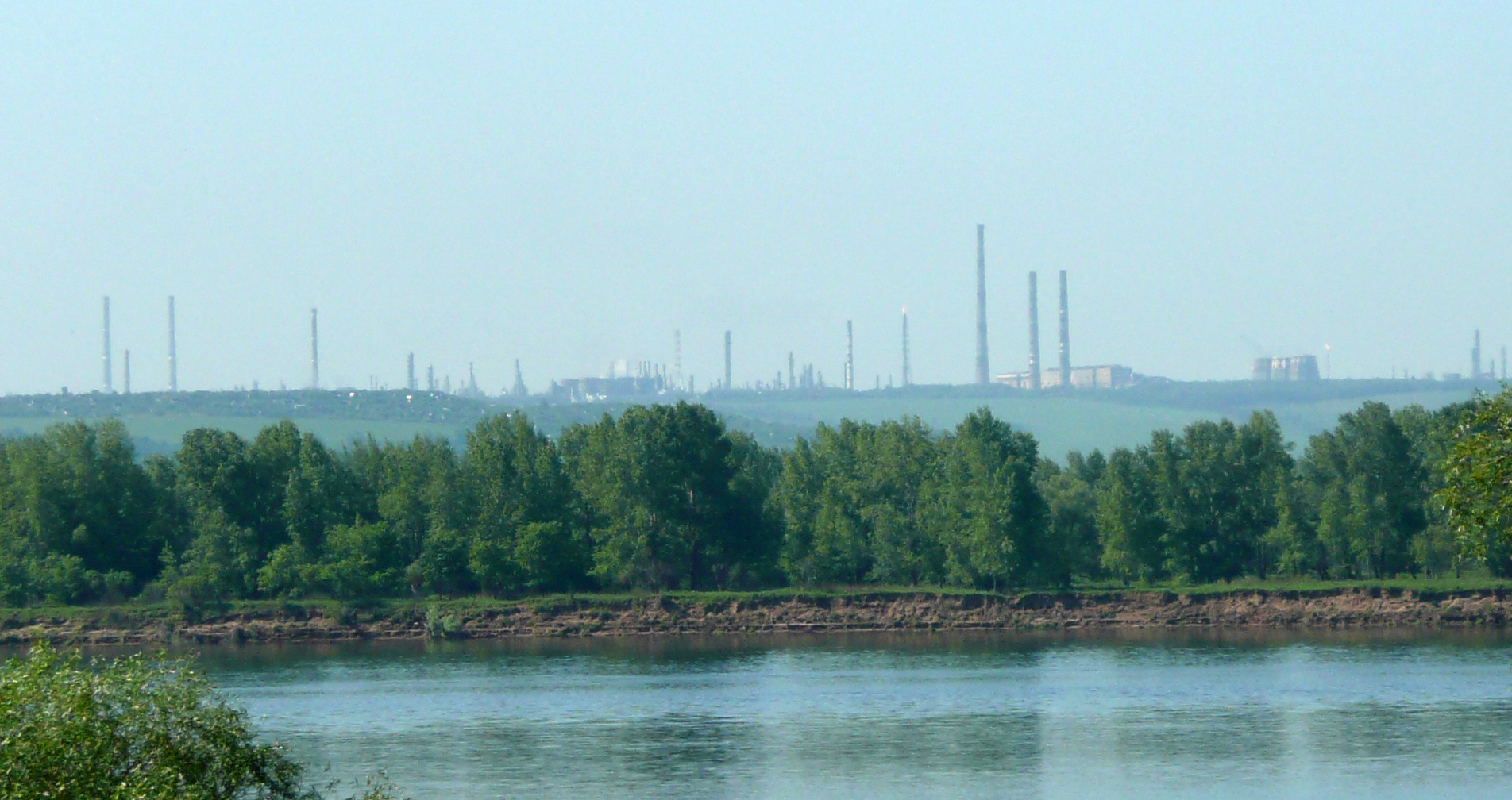

니즈네캄스크(타타르어: Түбəн Кама/Tübän Kama 튀밴 카마, 러시아어: Нижнекамск)는 타타르 공화국 니즈네캄스키 군의 중심지이다. 1961년에 지어졌다.
2002년의 조사에서 주민은 22만5,399명이다. 1989년의 조사에서 타타르족 46.5%, 러시아인 46.1%, 추바시인 3.0%, 우크라이나인 1.0%, 바시키르인 1.0%으로 나타났다.

## 인구
| 연도                | 인구    | ±%      |
| ------------------- | ------- | ------- |
| 1970                | 48,988  | —       |
| 1979                | 134,199 | +173.9% |
| 1989                | 190,793 | +42.2%  |
| 2002                | 225,399 | +18.1%  |
| 2010                | 234,044 | +3.8%   |
| 2021                | 241,479 | +3.2%   |
| Source: Census data |         |         |